# Вакуолизация

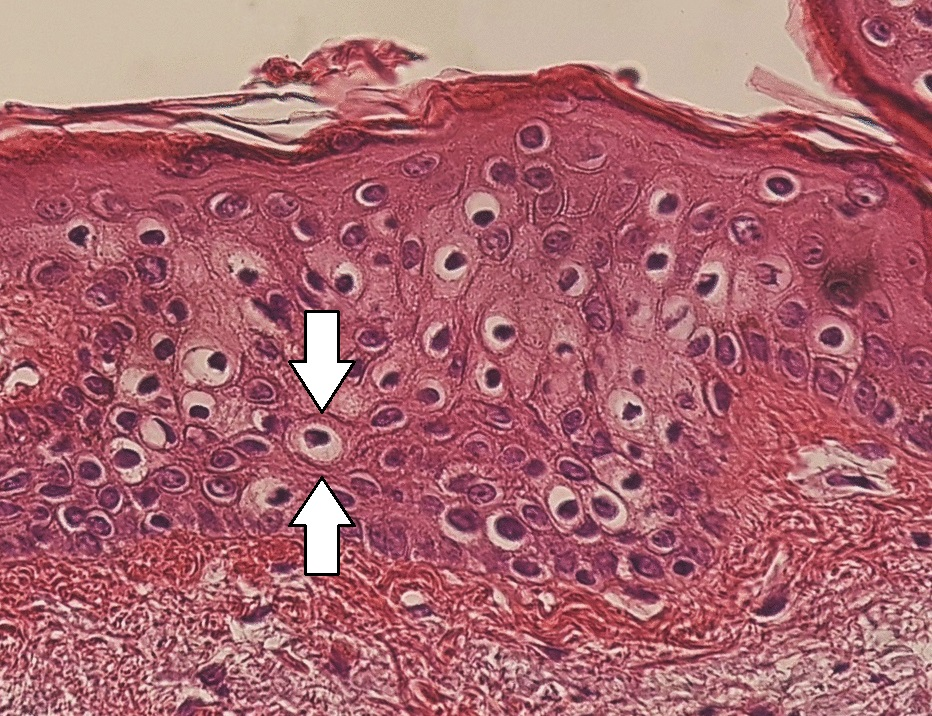
Перинуклеарная вакуолизация эпидермальных кератиноцитов (один из них указан стрелками)

Вакуолизация (вакуольное или водяночное перерождение) — патологическое изменение клеток организма, заключающееся в появлении в их протоплазме или ядре одного или нескольких пузырьков-вакуолей, содержащих прозрачную, водяночную жидкость.
Вакуолизация зависит от нарушений диффузионного обмена между клеткой и окружающей её средой; чаще всего она имеет место при обильном пропитывании тканей жидкостью (при отёках, воспалении и т. п.).